# Kadrifakovo
Kadrifakovo (en macédonien Кадрифаково) est un village du centre de la Macédoine du Nord, situé dans la municipalité de Sveti Nikolé. Le village comptait 163 habitants en 2002.

## Démographie
Lors du recensement de 2002, le village comptait :
- Macédoniens : 162
- Serbes : 1